# Dāmalcheruvu
Dāmalcheruvu är en ort i Indien.   Den ligger i distriktet Chittoor och delstaten Andhra Pradesh, i den södra delen av landet, 1 700 km söder om huvudstaden New Delhi. Dāmalcheruvu ligger 398 meter över havet och antalet invånare är 15 000.
Terrängen runt Dāmalcheruvu är platt åt sydost, men åt nordväst är den kuperad. Runt Dāmalcheruvu är det tätbefolkat, med 356 invånare per kvadratkilometer. Närmaste större samhälle är Pākāla, 7,8 km öster om Dāmalcheruvu. Omgivningarna runt Dāmalcheruvu är en mosaik av jordbruksmark och naturlig växtlighet.